# Colobanthus quitensis
Colobanthus quitensis (Kunth) Bartl., 1831 è una pianta della famiglia delle Caryophyllaceae, diffusa in America centrale, Sud America e nella penisola Antartica.
Sopravvive in Antartide insieme ad un'altra angiosperma, Deschampsia antarctica.

## Descrizione

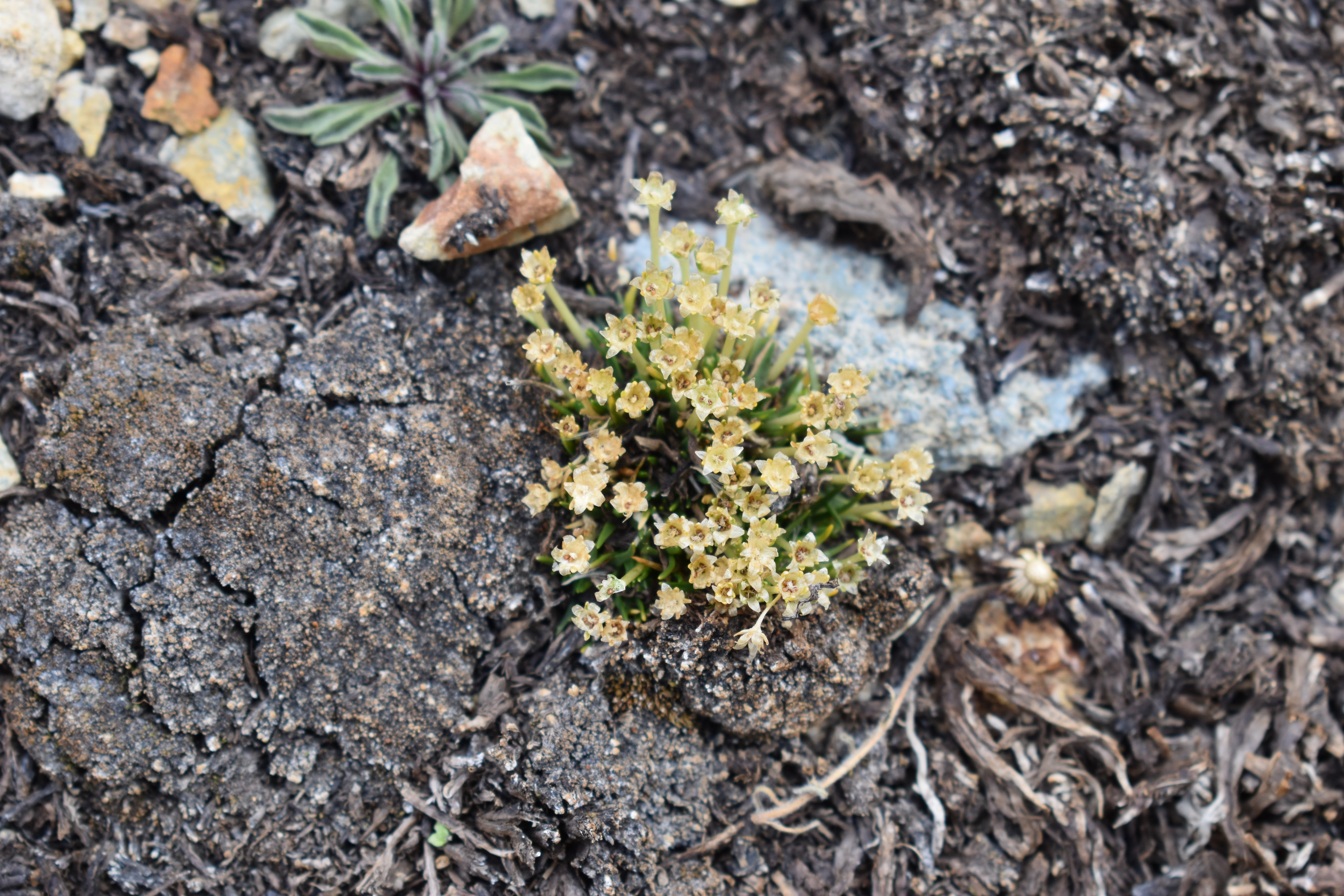
Fiori di C. quitensis

C. quitensis è una pianta glabra, di piccole dimensioni, a forma di cuscino, con ciuffi e radici robuste. Le foglie erbacee, rigide o morbide sono lineari e lunghe da 1 a 1,5 cm (occasionalmente più lunghe) e sono riunite in una rosetta.
Le sottili infiorescenze sono lunghe quanto le piante stesse o leggermente più lunghe e portano un unico fiore terminale su un corto peduncolo ingrossato nella parte superiore. Le brattee possono trovarsi sull'infiorescenza o sul gambo del fiore.
Il frutto, una capsula, sporge dal calice. I semi sono di colore rossastro.

## Distribuzione e habitat
L'areale di distribuzione di C. quitensis è vasto. Si estende dal Messico (17° N) alle Ande sudamericane fino alla Patagonia. Include inoltre i territori subantartici delle Isole Falkland, Georgia del Sud, Isole Orcadi Meridionali e Isole Shetland Meridionali fino alla Penisola Antartica. Lì è limitato alle aree libere dai ghiacci della regione costiera occidentale, dove vive su terreni argillosi minerali ben drenati. A causa delle temperature sempre più elevate durante l'estate antartica, il loro areale è in espansione.
C. quitensis  è, insieme a Deschampsia antarctica, l'unica pianta da seme autoctona nel regno floreale antartico. Insieme ad essa ed alle introdotte Poa annua e Poa pratensis, forma l'unico tipo di vegetazione di piante da seme in Antartide. C. quitensis è la più rara delle due specie autoctone.
Essendo una pianta adattata sia alle condizioni alpine che polari, può essere trovata ad altitudini molto diverse a seconda della posizione. In Antartide si trova vicino al livello del mare, ma sulle Ande sale fino a 4200 metri.